# Nekrolog 2. Quartal 1987
Nekrolog
◄◄
| ◄
| 1983
| 1984
| 1985
| 1986
| 1987 | 1988 | 1989 | 1990 | 1991 | ► | ►►
1. Quartal |
2. Quartal |
3. Quartal |
4. Quartal 1987
Weitere Ereignisse | Allgemeiner Nekrolog 1987
Die Beschreibung der verstorbenen Person sollte so kurz wie möglich gehalten sein und nur deren signifikante Tätigkeit(en) enthalten.
Neue Namen ggf. auch unter dem Geburts- und Sterbedatum, also etwa unter 1. Januar und im Geburts- und Sterbejahr (2024) eintragen (nur bei entsprechender großer Wichtigkeit). Für Beispiele siehe die schon vorhandenen Artikel.
Außerdem über die fünf zuletzt Verstorbenen, zu denen es einen ausreichend guten Artikel für eine Präsentation auf der Hauptseite gibt, nach der todesbedingten Überarbeitung der Artikel ggf. auch unter Wikipedia Diskussion:Hauptseite informieren und sie am besten auch in den anderen Wikipedia-Sprachversionen eintragen. Tipp: Regelmäßig bei news.google.de nach „ist tot“, „gestorben“ oder „verstorben“ suchen.
Wenn eine Person gestorben ist, gibt es viele Seiten zu dieser Person in der Wikipedia, die davon auch betroffen sind und entsprechend aktualisiert werden müssen. Beispiele: Namenübersichtsseite, Geburtsjahr, Geburtsort-Seiten und viele mehr.
Wie finde ich die betroffenen Seiten?
Im Suchfeld auf der linken Seite gibt man den Suchbegriff so ein: „Vorname Nachname“. Dann klickt man auf Volltext und alle Seiten mit entsprechendem Suchtext werden aufgerufen. Hier sieht man dann schnell, wo auch das Todesjahr Sinn macht oder sogar ein Teil des Artikels angepasst werden muss. Auch hilft das „Werkzeug“ auf der linken Seite sehr gut, um solche Seiten aufzufinden: „Links auf diese Seite“. Somit ist die Wikipedia wieder aktuell in allen Bereichen! Hinweis: bei Eintragung der Kategorie „Gestorben JAHR“ wird der Missbrauchsfilter 49 ausgelöst, was jedoch nicht schlimm ist. Siehe: Spezial:Missbrauchsfilter/49
Dies ist eine Liste von im zweiten Quartal 1987 verstorbenen bekannten Persönlichkeiten. Die Einträge erfolgen innerhalb der einzelnen Daten alphabetisch sortiert. Tiere sind im Nekrolog für Tiere zu finden.

## April
| Tag       | Name                            | Beruf, bekannt als                                                                            | Alter | Beleg |
| --------- | ------------------------------- | --------------------------------------------------------------------------------------------- | ----- | ----- |
| 1. April  | Henri Cochet                    | französischer Tennisspieler                                                                   | 85    |       |
| 1. April  | Óscar Ellis                     | chilenischer Fußballspieler                                                                   | 77    |       |
| 1. April  | Curt Hasenohr-Hoelloff          | deutscher Email-Künstler und Grafiker                                                         | 99    |       |
| 1. April  | Max Merbt                       | deutscher Maler und Kunstrestaurator                                                          | 92    |       |
| 1. April  | Hans von Rimscha                | deutsch-baltischer Historiker                                                                 | 88    |       |
| 1. April  | Martin Saltzwedel               | deutscher Marineoffizier                                                                      | 80    |       |
| 2. April  | Eleanor Leacock                 | US-amerikanische Anthropologin                                                                | 64    |       |
| 2. April  | Buddy Rich                      | US-amerikanischer Jazz-Schlagzeuger                                                           | 69    |       |
| 2. April  | Herbert Timm                    | deutscher Finanzwissenschaftler                                                               | 75    |       |
| 2. April  | Harry Watt                      | britischer Filmregisseur                                                                      | 80    |       |
| 3. April  | Bengta Bischoff                 | deutsche Laienerzählerin und Romanautorin                                                     | 77    |       |
| 3. April  | Hans Cattini                    | Schweizer Eishockeyspieler                                                                    | 73    |       |
| 3. April  | Robert Dalban                   | französischer Schauspieler                                                                    | 83    |       |
| 3. April  | Richard Dombrowsky              | deutscher Generalmajor der Deutschen Volkspolizei                                             | 75    |       |
| 3. April  | Roderick Edwards                | US-amerikanischer Konteradmiral der United States Coast Guard                                 |       |       |
| 3. April  | Rudolf Kurtz                    | deutscher Politiker (CDU), MdL                                                                | 76    |       |
| 3. April  | Helmut Wanschap                 | deutscher Maler                                                                               | 75    |       |
| 4. April  | Johann Blöchl                   | oberösterreichischer Politiker (CSP, ÖVP), Landtagsabgeordneter, Abgeordneter zum Nationalrat | 91    |       |
| 4. April  | Chögyam Trungpa                 | tibetischer Meditationslehrer und Linienhalter                                                | 48    |       |
| 4. April  | Kurt Christmann                 | deutscher SS-Obersturmbannführer                                                              | 79    |       |
| 4. April  | Catherine Lucile Moore          | US-amerikanische Science-Fiction- und Fantasy-Autorin                                         | 76    |       |
| 4. April  | Erwin Seidl                     | deutscher Rechtshistoriker und Papyrologe                                                     | 81    |       |
| 4. April  | Phil Stein                      | kanadischer Eishockeyspieler                                                                  | 73    |       |
| 5. April  | Leabua Jonathan                 | lesothischer Politiker, Premierminister Lesothos                                              | 72    |       |
| 5. April  | Nakazato Tsuneko                | japanische Schriftstellerin                                                                   | 77    |       |
| 5. April  | Bodo Nüdling                    | deutscher Politiker (SPD), MdL                                                                | 43    |       |
| 5. April  | Wilhelm Josef Revers            | deutsch-österreichischer Psychologe                                                           | 68    |       |
| 5. April  | Bruno Vogel                     | deutscher Schriftsteller                                                                      | 88    |       |
| 5. April  | Kurt Wagenführ                  | deutscher Journalist                                                                          | 84    |       |
| 6. April  | James G. Donovan                | US-amerikanischer Jurist und Politiker                                                        | 88    |       |
| 6. April  | Jean-Baptiste Doumeng           | französischer Unternehmer, Fußballfunktionär und Politiker                                    | 67    |       |
| 6. April  | Erika Kröger                    | deutsche Politikerin (CDU), MdL                                                               | 75    |       |
| 6. April  | Rudolf Kummer                   | deutscher Bibliothekar und SS-Obersturmbannführer                                             | 90    |       |
| 6. April  | Bob Van Osdel                   | US-amerikanischer Hochspringer                                                                | 77    |       |
| 7. April  | Terry Carr                      | US-amerikanischer Science-Fiction-Autor und -Herausgeber                                      | 50    |       |
| 7. April  | Otto Hartmut Fuchs              | deutscher Redakteur und Funktionär der DDR-CDU                                                | 67    |       |
| 7. April  | John Lehmann                    | britischer Autor und Verleger                                                                 | 79    |       |
| 7. April  | John P. Livadary                | US-amerikanischer Tontechniker                                                                | 90    |       |
| 7. April  | Dénes Pataky                    | ungarischer Eiskunstläufer                                                                    | 70    |       |
| 7. April  | Gottfried Rade                  | deutscher Pfarrer und Politiker                                                               | 96    |       |
| 7. April  | Adolf Šlár                      | tschechoslowakischer Tischtennisspieler                                                       | 68    |       |
| 7. April  | Maxine Sullivan                 | US-amerikanische Jazzmusikerin                                                                | 75    |       |
| 7. April  | Trix Terwindt                   | niederländische Flugbegleiterin und Widerstandskämpferin                                      | 76    |       |
| 8. April  | Terry Allen                     | britischer Boxer                                                                              | 62    |       |
| 8. April  | Rolf Badenhausen                | deutscher Theaterwissenschaftler und Dramaturg                                                | 80    |       |
| 8. April  | Johannes Herrmann               | deutscher Jurist und Mitglied des Bayerischen Senats                                          | 69    |       |
| 8. April  | Héctor Palacios                 | argentinischer Tangosänger, -dichter und -komponist und Schauspieler                          | 78    |       |
| 8. April  | Juliane Roh                     | deutsche Kunsthistorikerin und Kunstkritikerin                                                | 77    |       |
| 8. April  | Karl Schölly                    | Schweizer Schriftsteller                                                                      | 84    |       |
| 9. April  | Elga Bassøe                     | dänische Schauspielerin                                                                       | 90    |       |
| 9. April  | Horst Dassler                   | deutscher Unternehmer                                                                         | 51    |       |
| 10. April | Helmut Dittrich                 | deutscher Polizeibeamter und Politiker (SPD), MdBB                                            | 60    |       |
| 10. April | Birgit Dressel                  | deutsche Siebenkämpferin                                                                      | 26    |       |
| 10. April | Berta Drews                     | deutsche Schauspielerin                                                                       | 85    |       |
| 10. April | Marina Genschow                 | deutsche Schauspielerin und Synchronsprecherin                                                | 37    |       |
| 10. April | Wolfgang Heise                  | deutscher Philosoph                                                                           | 61    |       |
| 10. April | Ferdinand Zajons                | deutscher Fußballspieler                                                                      | 81    |       |
| 11. April | Robert Angerhofer               | österreichischer Maler, Grafiker, Bildhauer und Innenausstatter                               | 91    |       |
| 11. April | Erskine Caldwell                | US-amerikanischer Schriftsteller                                                              | 83    |       |
| 11. April | Rudolf Krause                   | ostdeutscher Automobilrennfahrer                                                              | 80    |       |
| 11. April | Primo Levi                      | italienischer Chemiker, Partisan und Schriftsteller                                           | 67    |       |
| 11. April | Hans Spiegel                    | Architekt und Burgenforscher                                                                  | 93    |       |
| 11. April | Kent Taylor                     | US-amerikanischer Schauspieler                                                                | 80    |       |
| 11. April | Győző Török                     | ungarischer Radrennfahrer                                                                     | 51    |       |
| 12. April | Sheridan Gibney                 | US-amerikanischer Drehbuchautor                                                               | 83    |       |
| 12. April | René Hardy                      | französischer Widerstandskämpfer der Résistance, vermutlich der Verräter von Jean Moulin      | 75    |       |
| 12. April | Hedwig Jungblut-Bergenthal      | deutsche Mundartautorin und Dichterin                                                         | 72    |       |
| 12. April | Ottilie Rady                    | deutsche Kunsthistorikerin und Hochschullehrerin                                              | 96    |       |
| 12. April | Arturo Seoane                   | uruguayischer Fußballspieler                                                                  | 73    |       |
| 12. April | Hans-Georg Steltzer             | deutscher Diplomat und Schriftsteller                                                         | 73    |       |
| 12. April | Hertha von Walther              | deutsche Schauspielerin                                                                       | 83    |       |
| 13. April | Fridolin Aichner                | deutsch-mährischer Lehrer und Schriftsteller                                                  | 74    |       |
| 13. April | Gholam Hossein Bigjekhani       | iranischer Tarspieler                                                                         |       |       |
| 13. April | Herbert Blumer                  | US-amerikanischer Soziologe                                                                   | 87    |       |
| 13. April | Tadeusz Brzozowski              | polnischer Maler und Hochschullehrer                                                          | 68    |       |
| 13. April | Simha Flapan                    | israelischer Historiker und Politiker                                                         | 76    |       |
| 13. April | Jørgen Jensen                   | dänischer Politiker, DKP-Vorsitzender, Mitglied des Folketing                                 | 67    |       |
| 13. April | Sergio Maspoli                  | Schweizer Schriftsteller                                                                      | 67    |       |
| 13. April | Ervin Nyíregyházi               | ungarisch-amerikanischer Pianist und Komponist                                                | 84    |       |
| 13. April | Carl Unger                      | deutscher Jurist                                                                              | 76    |       |
| 14. April | Karl Höller                     | deutscher Komponist                                                                           | 79    |       |
| 15. April | Orland K. Armstrong             | US-amerikanischer Politiker                                                                   | 93    |       |
| 15. April | Hans-Joachim Born               | deutscher Kernphysiker                                                                        | 77    |       |
| 15. April | Louis Dangeard                  | französischer Geologe und Meereskundler                                                       | 88    |       |
| 15. April | Alfred Foulet                   | US-amerikanischer Romanist und Mediävist französischer Herkunft                               | 86    |       |
| 15. April | Alfred Graber                   | Schweizer Schriftsteller, Verlagslektor und Übersetzer                                        | 89    |       |
| 15. April | Leopold Krottendorfer           | österreichischer Landwirt und Politiker (ÖVP), Abgeordneter zum Nationalrat                   | 73    |       |
| 15. April | Lou R. Lowery                   | US-amerikanischer Soldat des US Marine Corps und Kriegsfotograf im Zweiten Weltkrieg          | 70    |       |
| 15. April | Albert L. Reeves junior         | US-amerikanischer Politiker                                                                   | 80    |       |
| 16. April | Juan Venegas                    | puerto-ricanischer Boxer                                                                      | 57    |       |
| 17. April | Carlton Barrett                 | jamaikanischer Reggae-Musiker                                                                 | 36    |       |
| 17. April | Jozef Grešák                    | slowakischer Komponist, Pianist und Organist                                                  | 79    |       |
| 17. April | David Leland                    | US-amerikanischer Schauspieler                                                                | 65    |       |
| 17. April | Dick Shawn                      | US-amerikanischer Schauspieler                                                                | 63    |       |
| 17. April | Cornelius Van Til               | niederländischer Theologe                                                                     | 91    |       |
| 18. April | Kenneth Cook                    | australischer Journalist, Drehbuchautor und Regisseur                                         | 57    |       |
| 18. April | Cornelius Christopher Cremin    | irischer Diplomat                                                                             | 78    |       |
| 18. April | Gerhard Lehmann                 | deutscher Philosoph, Kantforscher                                                             | 86    |       |
| 19. April | Heinie Beau                     | US-amerikanischer Jazzmusiker und Arrangeur                                                   | 76    |       |
| 19. April | François Châtelet               | französischer Mathematiker                                                                    | 74    |       |
| 19. April | Karl Horst                      | deutscher Politiker (CDU), MdL                                                                | 89    |       |
| 19. April | Paul Maye                       | französischer Radrennfahrer                                                                   | 73    |       |
| 19. April | Friedrich-Karl Storm            | deutscher Landwirt und Politiker (CDU), MdB                                                   | 73    |       |
| 19. April | Maxwell D. Taylor               | US-amerikanischer General und Diplomat                                                        | 85    |       |
| 19. April | Antony Tudor                    | britischer Balletttänzer und Choreograf                                                       | 79    |       |
| 20. April | Antonino Catalano               | italienischer Radrennfahrer                                                                   | 84    |       |
| 20. April | Otto Flehinghaus                | deutscher Jurist und Politiker (CDU), MdL                                                     | 82    |       |
| 20. April | Nino Franchina                  | italienischer Bildhauer                                                                       | 74    |       |
| 20. April | Heinz Heigl                     | deutscher Sportler und Trainer                                                                | 85    |       |
| 20. April | Ulrich Meyer                    | Schweizer Politiker (FDP)                                                                     | 83    |       |
| 20. April | Rudolf Müller                   | deutscher Politiker (CDU), MdB                                                                | 62    |       |
| 20. April | Arturo Torres                   | chilenischer Fußballspieler                                                                   | 80    |       |
| 20. April | Leo Zimmermann                  | deutscher Fußballspieler                                                                      | 59    |       |
| 21. April | Gustav Bergmann                 | österreichisch-amerikanischer Wissenschaftstheoretiker                                        | 80    |       |
| 21. April | Berthold von Bohlen und Halbach | deutscher Industrieller                                                                       | 83    |       |
| 21. April | Giobatta Gianquinto             | italienischer Widerstandskämpfer, Bürgermeister von Venedig                                   | 82    |       |
| 21. April | Hermann Götz                    | deutscher Politiker (CDU), MdB                                                                | 72    |       |
| 21. April | Edith Green                     | US-amerikanische Politikerin                                                                  | 77    |       |
| 21. April | Theodor Horst Grell             | deutscher Diplomat                                                                            | 77    |       |
| 21. April | Patrick Martin                  | US-amerikanischer Bobfahrer                                                                   | 63    |       |
| 22. April | Irving Ashby                    | US-amerikanischer Jazzgitarrist                                                               | 66    |       |
| 22. April | Paul Böckmann                   | deutscher Germanist                                                                           | 87    |       |
| 22. April | Gustav Mankel                   | deutscher Komponist und Lieddichter                                                           | 86    |       |
| 22. April | Erika Nõva                      | estnische Architektin                                                                         | 82    |       |
| 22. April | Myrtle Solomon                  | englisch-britische Pazifistin                                                                 | 65    |       |
| 23. April | Leonard Fuller                  | US-amerikanischer Radiopionier                                                                | 96    |       |
| 23. April | Reinhard Koerner                | deutscher Epigraphiker                                                                        | 60    |       |
| 23. April | James Harvey Symington          | US-amerikanischer Leiter der Raven-Brüder                                                     | 73    |       |
| 23. April | Heinrich Zweifel                | Schweizer Unternehmer und Politiker                                                           | 82    |       |
| 24. April | Wilhelm Kraiker                 | deutscher Klassischer Archäologe                                                              | 87    |       |
| 24. April | Alfred Emil Karl Schmidt        | deutscher Politiker                                                                           | 92    |       |
| 24. April | Alfred Srp                      | österreichischer Filmeditor                                                                   | 59    |       |
| 24. April | Heinrich Sunder                 | deutscher Domkapitular in Paderborn                                                           | 78    |       |
| 25. April | Kurt Huhnholz                   | deutscher Politiker (NSDAP), MdR                                                              | 81    |       |
| 25. April | Agustín Irusta                  | argentinischer Schauspieler, Tangosänger, -komponist und -dichter                             | 83    |       |
| 25. April | Oskar Lapp                      | deutscher Unternehmer und Erfinder                                                            | 66    |       |
| 25. April | Jack Potts                      | britischer Langstrecken- und Hindernisläufer                                                  | 80    |       |
| 26. April | Oliver J. Flanagan              | irischer Politiker                                                                            | 66    |       |
| 26. April | Archie M. Gubbrud               | US-amerikanischer Politiker                                                                   | 76    |       |
| 26. April | Hildegard von Rheden            | deutsche Politikerin (DRP), MdL                                                               | 91    |       |
| 26. April | Alois Sladek                    | deutscher Kommunalpolitiker und Verbandsfunktionär                                            | 83    |       |
| 26. April | Clifford H. Stockwell           | kanadischer Geologe, Petrograph und Mineraloge                                                | 89    |       |
| 26. April | Grete Thomsen                   | deutsche Internistin und Missionsärztin                                                       | 84    |       |
| 27. April | Gioacchino Colombo              | italienischer Konstrukteur                                                                    | 84    |       |
| 27. April | Attila Hörbiger                 | österreichischer Schauspieler                                                                 | 91    |       |
| 27. April | Paul Imbs                       | französischer Romanist, Sprachwissenschaftler und Lexikograf                                  | 78    |       |
| 27. April | Walther Kauer                   | Schweizer Schriftsteller                                                                      | 51    |       |
| 27. April | José López Lara                 | mexikanischer Geistlicher, Bischof von San Juan de los Lagos                                  | 60    |       |
| 27. April | Josef Spieler                   | deutscher Psychologe, Pädagoge und Heilpädagoge                                               | 86    |       |
| 28. April | Erik Bergstrand                 | schwedischer Physiker                                                                         | 82    |       |
| 28. April | Isaac Youhanon Koottaplakil     | indischer Geistlicher, syro-malankarischer Bischof von Tiruvalla                              | 56    |       |
| 28. April | Ben Linder                      | US-amerikanischer Ingenieur                                                                   | 27    |       |
| 28. April | Paul Martin                     | Schweizer Leichtathlet                                                                        | 85    |       |
| 28. April | Rolf Monsen                     | US-amerikanischer nordischer Skisportler                                                      | 88    |       |
| 28. April | Russ Saunders                   | US-amerikanischer American-Football-Spieler und Regieassistent                                | 81    |       |
| 28. April | Emil Staiger                    | Schweizer Germanist                                                                           | 79    |       |
| 29. April | Gus Johnson                     | US-amerikanischer Basketballspieler                                                           | 48    |       |
| 29. April | Fritz Nötzoldt                  | deutscher Buchhändler, Kabarettist, Lektor und Buchautor                                      | 79    |       |
| 29. April | Josef Oermann                   | deutscher Jurist und Verwaltungsbeamter                                                       | 85    |       |
| 29. April | Angelo Scalzone                 | italienischer Sportschütze                                                                    | 56    |       |
| 29. April | Sachari Simeonow Sachariew      | bulgarischer Politiker und Generaloberst                                                      | 83    |       |
| 29. April | Robert Wohlmuth                 | österreichisch-amerikanischer Filmregisseur und Drehbuchautor                                 | 84    |       |
| 30. April | Maurice Degrelle                | französischer Leichtathlet                                                                    | 85    |       |
| 30. April | Leopold Graf                    | deutscher Kommunalpolitiker (CDU)                                                             | 83    |       |
| 30. April | Walter Handschuhmacher          | deutscher Schwimmer                                                                           | 83    |       |
| 30. April | Helmut Mattis                   | deutscher Politiker (SPD)                                                                     | 81    |       |
| 30. April | Andrew Noble, 2. Baronet        | britischer Adliger und Diplomat                                                               | 82    |       |
| 30. April | Dmitri Alexejewitsch Olderogge  | russischer Afrikanist, Anthropologe und Historiker                                            | 83    |       |
| 30. April | Konrad von Oppen                | deutscher Politiker (CDU), MdL                                                                | 83    |       |
| April     | George Goddard                  | englischer Fußballspieler                                                                     | 83    |       |
| April     | Eugen Heck                      | deutscher Gymnasiallehrer                                                                     | 89    |       |
| April     | Michel Sima                     | französischer Fotograf und Bildhauer                                                          | 74    |       |

## Mai
| Tag     | Name                              | Beruf, bekannt als                                                                   | Alter | Beleg |
| ------- | --------------------------------- | ------------------------------------------------------------------------------------ | ----- | ----- |
| 1. Mai  | Dominic Joseph Abreo              | indischer Geistlicher, Bischof von Aurangabad                                        | 63    |       |
| 1. Mai  | Hans Fischer-Schuppach            | deutscher Maler, Zeichner und Buchillustrator                                        | 80    |       |
| 1. Mai  | Paul Geidel                       | US-amerikanischer Strafgefangener                                                    | 93    |       |
| 1. Mai  | Wladimir Alexandrowitsch Korolkow | russischer Studienkomponist                                                          | 79    |       |
| 1. Mai  | Gottfried Neeße                   | deutscher Rechtswissenschaftler                                                      | 76    |       |
| 1. Mai  | Walther G. Oschilewski            | deutscher Publizist, Lyriker und Kulturhistoriker                                    | 82    |       |
| 1. Mai  | Klaus Scholtz                     | deutscher Offizier, zuletzt Kapitän zur See der Bundesmarine                         | 79    |       |
| 1. Mai  | Antonio Borja Won Pat             | US-amerikanischer Politiker (Demokratische Partei)                                   | 78    |       |
| 2. Mai  | Ralph Willis Baldner              | US-amerikanischer Romanist                                                           | 73    |       |
| 2. Mai  | Torsten Bunke                     | schwedischer Fußballspieler                                                          | 78    |       |
| 2. Mai  | Reidar Carlsen                    | norwegischer Politiker                                                               | 78    |       |
| 2. Mai  | Bolesław Chocha                   | polnischer Generalmajor und Politiker                                                | 63    |       |
| 2. Mai  | Kurt Krause                       | deutscher Fußballspieler und -trainer                                                | 67    |       |
| 2. Mai  | Richard Würpel                    | deutscher Maler und Kunsterzieher                                                    | 84    |       |
| 3. Mai  | Dalida                            | französische Schlagersängerin und Schauspielerin                                     | 54    |       |
| 3. Mai  | Rudolf Geiselberger               | katholischer Priester                                                                | 54    |       |
| 3. Mai  | Eugene Gilhawley                  | irischer Politiker (Fine Gael)                                                       | 77    |       |
| 3. Mai  | Arthur Maret                      | Schweizer Politiker (SP)                                                             | 94    |       |
| 4. Mai  | Paul Butterfield                  | US-amerikanischer Bluesmusiker (Mundharmonika)                                       | 44    |       |
| 4. Mai  | Paul Groesse                      | US-amerikanischer Szenenbildner                                                      | 81    |       |
| 4. Mai  | Dick Hillenius                    | niederländischer Dichter, Essayist und Herpetologe                                   | 59    |       |
| 4. Mai  | Artur Hofmann                     | deutscher Politiker (SED), Mitglied Gruppe Ackermann, MfS-Offizier                   | 79    |       |
| 4. Mai  | Wilbur Little                     | US-amerikanischer Jazzmusiker                                                        | 59    |       |
| 4. Mai  | Wilhelm Schelter                  | deutscher Politiker (SPD), MdBB                                                      | 62    |       |
| 4. Mai  | Lilli Schoenborn                  | deutsche Schauspielerin und Synchronsprecherin                                       | 89    |       |
| 5. Mai  | Joseph Ackermann                  | Schweizer Politiker (CSP)                                                            | 86    |       |
| 5. Mai  | Gilles Boizard                    | französischer Komponist                                                              | 53    |       |
| 5. Mai  | Werner Buchwalder                 | Schweizer Radrennfahrer                                                              | 72    |       |
| 5. Mai  | Herbert Hasler                    | britischer Militär, bekannter Einhand-Segler und Erfinder von Segler-Ausrüstung      | 73    |       |
| 5. Mai  | Joachim Hein                      | deutscher Mediziner und Hochschullehrer                                              | 85    |       |
| 5. Mai  | Vera Schäferkordt                 | deutsche Schwimmerin und Olympiateilnehmerin                                         | 62    |       |
| 6. Mai  | William J. Casey                  | US-amerikanischer Jurist, Direktor der CIA                                           | 74    |       |
| 6. Mai  | Thomas L. Hayes                   | US-amerikanischer Richter und Politiker                                              | 60    |       |
| 6. Mai  | Denis Jones                       | irischer Politiker                                                                   | 80    |       |
| 6. Mai  | Karl Kowarik                      | österreichischer Politiker (NSDAP), MdR                                              | 80    |       |
| 6. Mai  | Daniel Lüönd                      | Schweizer Schauspieler                                                               | 29    |       |
| 6. Mai  | Stanislav Lusk                    | tschechoslowakischer Ruderer                                                         | 55    |       |
| 7. Mai  | Colin Blakely                     | nordirischer Schauspieler                                                            | 56    |       |
| 7. Mai  | Elisabeth Emundts-Draeger         | deutsche Schriftstellerin                                                            | 88    |       |
| 7. Mai  | Félix Erausquin                   | spanischer Leichtathlet                                                              | 79    |       |
| 7. Mai  | Stewart McKinney                  | US-amerikanischer Politiker                                                          | 56    |       |
| 7. Mai  | Else Meidner                      | deutsche Grafikerin und Malerin                                                      | 85    |       |
| 7. Mai  | Karl Schuke                       | deutscher Orgelbauer                                                                 | 80    |       |
| 7. Mai  | Miroslav Venhoda                  | tschechischer Chordirigent                                                           | 72    |       |
| 7. Mai  | Phil Woolpert                     | US-amerikanischer Basketballtrainer                                                  | 71    |       |
| 8. Mai  | Marjorie Barnard                  | australische Schriftstellerin                                                        | 89    |       |
| 8. Mai  | James Plimsoll                    | australischer Diplomat und Gouverneur von Tasmanien                                  | 70    |       |
| 8. Mai  | Hugh William Lumsden Saunders     | südafrikanischer Offizier der Luftstreitkräfte des Vereinigten Königreichs           | 89    |       |
| 8. Mai  | Carl Tchilling-Hiryan             | deutscher Kaufmann und Unternehmer                                                   | 77    |       |
| 9. Mai  | Obafemi Awolowo                   | nigerianischer Politiker und Gewerkschafter                                          | 78    |       |
| 9. Mai  | Elise Heß                         | deutsche Hebamme und Sozialdemokratin                                                | 88    |       |
| 9. Mai  | Brian Shenton                     | englischer Sprinter                                                                  | 60    |       |
| 10. Mai | Otto Flath                        | deutscher Holzbildhauer und Maler                                                    | 81    |       |
| 10. Mai | Hermann Glöckner                  | deutscher Maler und Bildhauer                                                        | 98    |       |
| 10. Mai | Anna Hand                         | österreichische Widerstandskämpferin und KPÖ-Funktionärin                            | 75    |       |
| 10. Mai | Konrad Stephanus                  | deutscher Offizier                                                                   | 79    |       |
| 10. Mai | Wilhelm Strienz                   | deutscher Opernsänger (Bass)                                                         | 86    |       |
| 11. Mai | Hans Klotz                        | deutscher Kirchenmusiker und Organologe                                              | 86    |       |
| 11. Mai | Heinrich Sequenz                  | österreichischer Elektrotechniker                                                    | 92    |       |
| 11. Mai | Émile Thellier                    | französischer Geophysiker                                                            | 83    |       |
| 12. Mai | James Jesus Angleton              | US-amerikanischer Geheimdienstoffizier, Chef der Spionageabwehr der CIA              | 69    |       |
| 12. Mai | Victor Feldman                    | englischer Jazzmusiker                                                               | 53    |       |
| 12. Mai | Delos Thurber                     | US-amerikanischer Hochspringer                                                       | 70    |       |
| 13. Mai | Richard Ellmann                   | US-amerikanischer Literaturwissenschaftler und Schriftsteller                        | 69    |       |
| 13. Mai | Alfred Johann Levy                | deutscher Politiker (FDP), MdBü                                                      | 85    |       |
| 13. Mai | Maria Matzner                     | österreichische Politikerin (SPÖ), Landtagsabgeordneter, Mitglied des Bundesrates    | 85    |       |
| 13. Mai | Phil Moore                        | US-amerikanischer Jazzpianist und Orchesterleiter                                    | 69    |       |
| 13. Mai | Georgi Iwanowitsch Petrow         | russischer Ingenieur                                                                 | 74    |       |
| 13. Mai | Ismael Rivera                     | puerto-ricanischer Sänger                                                            | 55    |       |
| 13. Mai | Otto Siegel                       | deutscher Agrikulturchemiker                                                         | 77    |       |
| 14. Mai | Patrick Delap                     | irischer Arzt und Politiker                                                          | 55    |       |
| 14. Mai | Rita Hayworth                     | US-amerikanische Schauspielerin                                                      | 68    |       |
| 14. Mai | Friedrich Hetling                 | deutscher Politiker (SPD), MdL                                                       | 80    |       |
| 14. Mai | Jānis Lipke                       | lettischer Widerstandskämpfer im Zweiten Weltkrieg                                   | 87    |       |
| 15. Mai | Gʻulom Abdurahmonov               | sowjetischer Opernsänger (Tenor)                                                     | 77    |       |
| 15. Mai | Elisabeth Bonetsmüller            | deutsche Leichtathletin                                                              | 80    |       |
| 15. Mai | Augusto Legnani                   | uruguayischer Politiker                                                              | 75    |       |
| 15. Mai | Wilhelm Seitz                     | deutscher Politiker (FDP), MdL                                                       | 82    |       |
| 15. Mai | Richard Talbot                    | deutscher Eisenbahnfabrikant und Präsident der IHK Aachen                            | 90    |       |
| 15. Mai | Joachim Upmeyer                   | deutscher Politiker (CDU)                                                            | 73    |       |
| 15. Mai | Hans Wesely                       | deutscher Maler und Grafiker                                                         | 56    |       |
| 16. Mai | John Henry Grattan Esmonde        | irischer Jurist und Politiker                                                        | 58    |       |
| 16. Mai | Robert Fischer                    | deutscher Jurist und Politiker (DP, CDU), MdBB                                       | 82    |       |
| 16. Mai | Hans Hoyer                        | deutscher evangelischer Theologe                                                     | 85    |       |
| 17. Mai | Wilbur J. Cohen                   | US-amerikanischer Politiker und Hochschullehrer                                      | 73    |       |
| 17. Mai | Annemarie Freymann                | deutsche Textilgestalterin                                                           | 77    |       |
| 17. Mai | Zoltán Káldy                      | ungarischer lutherischer Bischof                                                     | 68    |       |
| 17. Mai | Fritz Lossau                      | deutscher Politiker (KPD/SPD)                                                        | 89    |       |
| 17. Mai | Gustav Müller                     | österreichischer Architekt                                                           | 80    |       |
| 17. Mai | Gunnar Myrdal                     | schwedischer Ökonom                                                                  | 88    |       |
| 18. Mai | Heðin Brú                         | färöischer Schriftsteller                                                            | 85    |       |
| 18. Mai | Lucien Choury                     | französischer Bahnradsportler und Olympiasieger                                      | 89    |       |
| 18. Mai | Doddy Delissen                    | österreichische Tänzerin, Diseuse und Filmschauspielerin                             | 83    |       |
| 18. Mai | Erich Hula                        | US-amerikanischer Politikwissenschaftler österreichischer Herkunft                   | 86    |       |
| 18. Mai | Santo Mazzarino                   | italienischer Althistoriker                                                          | 71    |       |
| 19. Mai | Paul Drury                        | britischer Maler, Radierer und Hochschullehrer                                       | 83    |       |
| 19. Mai | Doris Eicke                       | Schweizer Romanschriftstellerin                                                      | 86    |       |
| 19. Mai | Pawel Jefimowitsch Kassatkin      | russischer Poet                                                                      | 71    |       |
| 19. Mai | Valentín Paz-Andrade              | galicischer Politiker, Unternehmer, Schriftsteller, Dichter und Journalist           | 89    |       |
| 19. Mai | James Tiptree junior              | US-amerikanische Science-Fiction-Schriftstellerin                                    | 71    |       |
| 20. Mai | Denis Allen                       | britischer Diplomat                                                                  | 76    |       |
| 20. Mai | Ruth Horn                         | deutsche Politikerin (SPD), MdL                                                      | 79    |       |
| 20. Mai | Imai Kenji                        | japanischer Architekt und Hochschullehrer                                            | 92    |       |
| 20. Mai | Ernst Kappeler                    | Schweizer Schriftsteller und Sekundarlehrer                                          | 75    |       |
| 20. Mai | Sitson Ma                         | chinesischer Violinvirtuose und Komponist                                            | 75    |       |
| 21. Mai | Archie Carr                       | US-amerikanischer Zoologe und Naturschützer                                          | 77    |       |
| 21. Mai | Emmy Damerius-Koenen              | deutsche Politikerin (KPD, SED), MdV, Journalistin, Mitbegründerin des DFD           | 84    |       |
| 21. Mai | Ernst Nagelschmitz                | deutscher Fußballspieler                                                             | 85    |       |
| 21. Mai | Mario Pomar                       | argentinischer Tangosänger                                                           | 67    |       |
| 22. Mai | Paddy Belton                      | irischer Politiker                                                                   | 60    |       |
| 22. Mai | Rio de Gregori                    | Schweizer Jazzmusiker                                                                | 67    |       |
| 22. Mai | Roger Desmet                      | belgischer Radrennfahrer                                                             | 57    |       |
| 22. Mai | Rudolf Held                       | deutscher Politiker (SED)                                                            | 76    |       |
| 22. Mai | Heinrich Mückter                  | deutscher Mediziner, Pharmakologe und Chemiker                                       | 72    |       |
| 22. Mai | Wilhelm Petersen                  | deutscher Maler, Illustrator und Schriftsteller                                      | 86    |       |
| 22. Mai | Franz Peter Sonntag               | deutscher römisch-katholischer Professor für Kirchengeschichte und Patrologie        | 67    |       |
| 22. Mai | Mario Zafred                      | italienischer Komponist                                                              | 65    |       |
| 23. Mai | Eddie Monteclaro                  | philippinischer Journalist und Publizist                                             |       |       |
| 23. Mai | Herbert Säverin                   | deutscher Kommunalpolitiker, Oberbürgermeister von Wismar                            | 80    |       |
| 24. Mai | Niklot Beste                      | deutscher Geistlicher, lutherischer Bischof in der DDR                               | 85    |       |
| 24. Mai | Orville Gilbert Brim              | US-amerikanischer Pädagoge und Hochschullehrer                                       | 103   |       |
| 24. Mai | James J. Delaney                  | US-amerikanischer Jurist und Politiker                                               | 86    |       |
| 24. Mai | Eberhard Feister                  | deutscher Diplomat, Botschafter der DDR                                              | 56    |       |
| 24. Mai | Hermione Gingold                  | britische Schauspielerin                                                             | 89    |       |
| 24. Mai | Alfred Heubeck                    | deutscher Klassischer Philologe                                                      | 72    |       |
| 24. Mai | Siegmund Klein                    | deutscher Kraftsportler                                                              | 85    |       |
| 24. Mai | Josef Kostohryz                   | tschechischer Schriftsteller und Übersetzer                                          | 79    |       |
| 24. Mai | Ernst Leopold Prinz zur Lippe     | deutscher Adeliger                                                                   | 84    |       |
| 24. Mai | Detlef Struve                     | deutscher Politiker (CDU), MdB                                                       | 84    |       |
| 25. Mai | Charley Brock                     | US-amerikanischer Footballspieler und -trainer                                       | 71    |       |
| 25. Mai | Russ Cheever                      | US-amerikanischer Jazz- und Studiomusiker (Saxophon, Klarinette)                     | 76    |       |
| 25. Mai | William Kelly Harrison            | US-amerikanischer Offizier, Generalleutnant der US-Army                              | 91    |       |
| 25. Mai | Rupert Ruttmann                   | österreichischer Pädagoge, Mundartdichter und Heimatforscher                         | 80    |       |
| 25. Mai | Don Sidle                         | US-amerikanischer Basketballspieler                                                  | 40    |       |
| 25. Mai | Roland Wesner                     | deutscher Maler                                                                      | 47    |       |
| 26. Mai | Iván Frigyér                      | banatschwäbischer römisch-katholischer Ordinarius von Timișoara                      | 88    |       |
| 26. Mai | Alexander Knur                    | deutscher Jurist                                                                     | 89    |       |
| 26. Mai | Ottogerd Mühlmann                 | deutscher Pädagoge, Historiker und Denkmalschützer                                   | 79    |       |
| 26. Mai | Adrien Salvetat                   | französischer Politiker, Mitglied der Nationalversammlung                            | 76    |       |
| 26. Mai | Robert Wilkins                    | US-amerikanischer Blues- und Gospel-Gitarrist und -Sänger                            | 91    |       |
| 26. Mai | Ajita Wilson                      | US-amerikanische Schauspielerin, die auch als Pornodarstellerin arbeitete            | 37    |       |
| 27. Mai | Miguel Ángel Arce Vivas           | kolumbianischer römisch-katholischer Geistlicher, Erzbischof von Popayán             | 83    |       |
| 27. Mai | Olof Eriksson                     | finnischer Heraldiker                                                                | 76    |       |
| 27. Mai | Jack Heid                         | US-amerikanischer Bahnradsportler                                                    | 62    |       |
| 27. Mai | Bernhard Kockel                   | deutscher Physiker                                                                   | 77    |       |
| 27. Mai | John Howard Northrop              | US-amerikanischer Biochemiker                                                        | 95    |       |
| 27. Mai | Richard Bruce Nugent              | US-amerikanischer Maler, Schriftsteller, Schauspieler                                | 80    |       |
| 27. Mai | Hans Schmid                       | österreichischer Komponist, Arrangeur und Dirigent                                   | 93    |       |
| 27. Mai | Hans Stade                        | deutscher Gewerkschafter (Metallarbeiterverband, DGB) und Politiker (SPD, USPD), MdL | 98    |       |
| 27. Mai | Rudolph Strauß                    | deutscher Pädagoge und Archivar                                                      | 82    |       |
| 27. Mai | Else Thalheimer                   | deutsche Musikwissenschaftlerin                                                      | 88    |       |
| 28. Mai | John Archer                       | englischer Fußballtorhüter                                                           | 51    |       |
| 28. Mai | Derek Hardwick                    | britischer Tennisfunktionär                                                          | 66    |       |
| 28. Mai | Charles Ludlam                    | US-amerikanischer Film- und Theaterschauspieler, Dramatiker                          | 44    |       |
| 28. Mai | Johannes Thaut                    | deutscher Maler, Grafiker und Kunstpädagoge                                          | 66    |       |
| 29. Mai | Jean Delay                        | französischer Dichterarzt                                                            | 79    |       |
| 29. Mai | Max Lang                          | Schweizer Musiker, Komponist und Dirigent                                            | 70    |       |
| 29. Mai | Howard Shoup                      | US-amerikanischer Kostümbildner                                                      | 83    |       |
| 29. Mai | Chaudhary Charan Singh            | indischer Politiker, Ministerpräsident Indiens                                       | 84    |       |
| 29. Mai | Gotthilf Weber                    | deutscher Geistlicher und Herausgeber                                                | 86    |       |
| 30. Mai | Frank Carlson                     | US-amerikanischer Politiker                                                          | 94    |       |
| 30. Mai | Willi Homeier                     | deutscher Politiker (GB/BHE, FDP), MdL                                               | 64    |       |
| 30. Mai | Honorino Landa                    | chilenischer Fußballspieler                                                          | 44    |       |
| 30. Mai | Frank Licht                       | US-amerikanischer Politiker                                                          | 71    |       |
| 30. Mai | Turk Murphy                       | US-amerikanischer Jazz-Posaunist                                                     | 71    |       |
| 30. Mai | Max Stern                         | deutsch-kanadischer Kunsthändler und Galerist in Düsseldorf und Montreal             | 83    |       |
| 30. Mai | Albert Wehr                       | deutscher Feinmechanikermeister und Politiker (SPD), Bürgermeister und MdL Bayern    | 92    |       |
| 30. Mai | Hilde Weissner                    | deutsche Schauspielerin                                                              | 77    |       |
| 31. Mai | Emil Görlitz                      | deutsch-polnischer Fußballspieler                                                    | 83    |       |
| 31. Mai | Eliot Hodgkin                     | britischer Maler                                                                     | 81    |       |
| 31. Mai | Domenico Piemontesi               | italienischer Radrennfahrer                                                          | 84    |       |
| Mai     | Rasih Minkari                     | türkischer Fußballspieler                                                            | 74    |       |

## Juni
| Tag      | Name                               | Beruf, bekannt als                                                                        | Alter | Beleg |
| -------- | ---------------------------------- | ----------------------------------------------------------------------------------------- | ----- | ----- |
| 1. Juni  | Khwaja Ahmad Abbas                 | indischer Filmregisseur, Drehbuchautor und Journalist                                     | 72    |       |
| 1. Juni  | Errol Walton Barrow                | barbadischer Politiker, Premierminister von Barbados                                      | 67    |       |
| 1. Juni  | Georg Friedel                      | deutscher Fußballspieler                                                                  | 73    |       |
| 1. Juni  | Walter Adolf Jöhr                  | Schweizer Nationalökonom                                                                  | 77    |       |
| 1. Juni  | Rashid Karami                      | libanesischer Ministerpräsident                                                           | 65    |       |
| 1. Juni  | Hermann Kerckhoff                  | deutscher Politiker (CDU), MdL                                                            | 87    |       |
| 1. Juni  | Anthony de Mello                   | indischer Jesuitenpriester und spiritueller Lehrer                                        | 55    |       |
| 1. Juni  | Albrecht Schnarke                  | deutscher Marineoffizier, zuletzt Kapitän zur See, Geschäftsführer und Unternehmer        | 80    |       |
| 1. Juni  | Ewald Schuldt                      | deutscher Prähistoriker                                                                   | 73    |       |
| 2. Juni  | Rudolf Berndt                      | deutscher Ornithologe                                                                     | 76    |       |
| 2. Juni  | Sammy Kaye                         | US-amerikanischer Orchesterleiter, Komponist und Saxophonist                              | 77    |       |
| 2. Juni  | Gustav Klusak                      | deutscher Wirtschaftsjurist                                                               | 83    |       |
| 2. Juni  | Max Müller                         | Schweizer Politiker (FDP)                                                                 | 79    |       |
| 2. Juni  | Henry Palmé                        | schwedischer Leichtathlet                                                                 | 79    |       |
| 2. Juni  | Karl Hans Pollmer                  | deutscher Geistlicher, Mundartdichter und Heimatforscher des sächsischen Erzgebirges      | 75    |       |
| 2. Juni  | Andrés Segovia                     | spanischer Gitarrist                                                                      | 94    |       |
| 3. Juni  | Jackie Fields                      | US-amerikanischer Boxer                                                                   | 79    |       |
| 3. Juni  | Gheorghe Ivănescu                  | rumänischer Romanist, Rumänist und Indogermanist                                          | 74    |       |
| 3. Juni  | Will Sampson                       | US-amerikanischer Schauspieler indianischer Abstammung                                    | 53    |       |
| 3. Juni  | Herbert Schultze                   | deutscher Marineoffizier und U-Bootskommandant                                            | 77    |       |
| 4. Juni  | Giovanni Kasebacher                | italienischer Skilangläufer                                                               | 76    |       |
| 4. Juni  | Bernhard Leverenz                  | deutscher Politiker (FDP), MdL, Landesminister in Schleswig-Holstein                      | 78    |       |
| 4. Juni  | Nathan Rappaport                   | israelischer Bildhauer                                                                    | 75    |       |
| 4. Juni  | István Szurdi                      | ungarischer kommunistischer Politiker                                                     | 75    |       |
| 4. Juni  | Stephan G. Thomas                  | deutscher Journalist                                                                      | 76    |       |
| 5. Juni  | Nathan Leites                      | US-amerikanischer Sozialforscher und Politologe                                           | 74    |       |
| 5. Juni  | Richard Münch                      | deutscher Schauspieler                                                                    | 71    |       |
| 5. Juni  | Ralf Reitel                        | deutscher Theaterschauspieler                                                             | 35    |       |
| 5. Juni  | German Otto Stehle                 | deutscher Politiker (CDU), MdB                                                            | 74    |       |
| 5. Juni  | Takahashi Shinkichi                | japanischer Lyriker                                                                       | 86    |       |
| 6. Juni  | Alexander Altmann                  | österreichischer Judaist und Rabbiner                                                     | 81    |       |
| 6. Juni  | Burhan Atak                        | türkischer Fußballspieler                                                                 | 82    |       |
| 6. Juni  | Dieter Blötz                       | deutscher Politiker (SPD), MdHB und Vizepräsident beim BND                                | 55    |       |
| 6. Juni  | Dmytro Klebanow                    | ukrainischer Komponist, Dirigent und Musikpädagoge                                        | 79    |       |
| 6. Juni  | Mori Mari                          | japanische Schriftstellerin                                                               | 84    |       |
| 6. Juni  | Eduard Petiška                     | tschechischer Schriftsteller und Übersetzer                                               | 63    |       |
| 6. Juni  | Aneesur Rahman                     | indischer Physiker                                                                        | 59    |       |
| 6. Juni  | Bodo Schlender                     | deutscher Mathematiker, Informatiker und Hochschullehrer                                  | 56    |       |
| 07. Juni | István Adorján                     | ungarischer Radrennfahrer                                                                 | 73    |       |
| 7. Juni  | Humberto Costantini                | argentinischer Schriftsteller                                                             | 63    |       |
| 7. Juni  | Clara Döhring                      | deutsche Politikerin (SPD), MdB                                                           | 88    |       |
| 8. Juni  | Fidelis Bentele                    | deutscher Bildhauer                                                                       | 81    |       |
| 8. Juni  | Joaquín Do Reyes                   | argentinischer Bandoneonist, Bandleader und Tangokomponist                                | 82    |       |
| 8. Juni  | Walter Henkels                     | deutscher Journalist und Buchautor                                                        | 81    |       |
| 8. Juni  | Alexander Iolas                    | griechischer Balletttänzer, Kunstsammler und Galerist griechischer Abstammung             | 80    |       |
| 8. Juni  | Daniel Mandell                     | US-amerikanischer Filmeditor                                                              | 91    |       |
| 8. Juni  | Günter Matthias Rech               | österreichischer evangelisch-lutherischer Theologe                                        | 55    |       |
| 8. Juni  | Friedrich Siebert                  | deutscher Dirigent und Komponist                                                          | 81    |       |
| 9. Juni  | Robert Carl                        | deutscher Komponist, Dirigent und Verleger                                                | 85    |       |
| 9. Juni  | Raya Dunayevskaya                  | US-amerikanische marxistische Aktivistin, Autorin und Übersetzerin                        | 77    |       |
| 9. Juni  | Monique Haas                       | französische Pianistin                                                                    | 77    |       |
| 9. Juni  | Madge Kennedy                      | US-amerikanische Schauspielerin                                                           | 96    |       |
| 9. Juni  | Karl Rainer                        | österreichischer Fußballspieler                                                           | 85    |       |
| 9. Juni  | Klaus Rilling                      | deutscher Maler                                                                           | 31    |       |
| 9. Juni  | Wilhelm Runge                      | deutscher Elektroingenieur                                                                | 91    |       |
| 9. Juni  | Zdenko Tamássy                     | ungarischer Filmkomponist                                                                 | 65    |       |
| 10. Juni | Paul Elbogen                       | österreichischer Schriftsteller und Herausgeber                                           | 92    |       |
| 10. Juni | August Eskelinen                   | finnischer Skisportler                                                                    | 88    |       |
| 10. Juni | Heinrich Flatten                   | deutscher Kirchenrechtler                                                                 | 80    |       |
| 10. Juni | Elizabeth Hartman                  | US-amerikanische Schauspielerin                                                           | 43    |       |
| 10. Juni | Gertrud Staewen                    | deutsche evangelische Fürsorgerin                                                         | 92    |       |
| 10. Juni | Karl Vibach                        | deutscher Theaterregisseur und -intendant, Drehbuchautor und Schauspieler                 | 58    |       |
| 11. Juni | Paulo Fonteles                     | brasilianischer Widerstandskämpfer                                                        | 38    |       |
| 11. Juni | Kurt Grobe                         | deutscher Politiker (SPD), MdL                                                            | 66    |       |
| 11. Juni | Ralph Guldahl                      | US-amerikanischer Golfspieler                                                             | 75    |       |
| 11. Juni | Alexander Lasarewitsch Lokschin    | russischer Komponist                                                                      | 66    |       |
| 11. Juni | Marin-Marie                        | französischer Schriftsteller und Marinemaler                                              | 85    |       |
| 11. Juni | Enrique del Moral                  | mexikanischer Architekt                                                                   | 81    |       |
| 11. Juni | Leopold Reidemeister               | deutscher Kunsthistoriker                                                                 | 87    |       |
| 11. Juni | Dan Vadis                          | US-amerikanischer Schauspieler                                                            | 49    |       |
| 12. Juni | Willy Becker                       | deutscher Landschaftsmaler                                                                | 83    |       |
| 12. Juni | Tuvia Bielski                      | polnisch-jüdischer Widerstandskämpfer                                                     | 81    |       |
| 12. Juni | Luis Duggan                        | argentinischer Polospieler                                                                | 81    |       |
| 12. Juni | Hans Henschke                      | deutscher Gestapo-Mitarbeiter, SS-Führer                                                  | 79    |       |
| 12. Juni | Rüdiger von Hirschberg             | deutscher Filmproduzent und Herstellungsleiter                                            | 79    |       |
| 12. Juni | Paul Janes                         | deutscher Fußballspieler                                                                  | 75    |       |
| 12. Juni | Erich Sulzer                       | österreichischer Politiker (SPÖ), Landtagsabgeordneter, Mitglied des Bundesrates          | 57    |       |
| 13. Juni | Gertrud Demenga                    | Schweizer Schauspielerin und Hörspielsprecherin                                           | 69    |       |
| 13. Juni | Erwin Freytag                      | deutscher Autor und evangelisch-lutherischer Theologe                                     | 80    |       |
| 13. Juni | Karl Hölscher                      | deutscher Jurist und Verwaltungsbeamter                                                   | 82    |       |
| 13. Juni | V. Ganapathy Iyer                  | indischer Mathematiker                                                                    | 80    |       |
| 13. Juni | Heinz Kloss                        | deutscher Sprachwissenschaftler                                                           | 82    |       |
| 13. Juni | Geraldine Page                     | US-amerikanische Schauspielerin                                                           | 62    |       |
| 13. Juni | Altivo Pacheco Ribeiro             | brasilianischer Geistlicher und römisch-katholischer Weihbischof in Juiz de Fora          | 71    |       |
| 14. Juni | Stanisław Bareja                   | polnischer Filmregisseur                                                                  | 57    |       |
| 14. Juni | Miguel Berriel                     | uruguayischer Fußballspieler                                                              | 30    |       |
| 14. Juni | Charles Bloch                      | französischer Historiker                                                                  | 66    |       |
| 14. Juni | Otto Halle                         | deutscher Politiker (KPD, SED)                                                            | 83    |       |
| 14. Juni | Jack Mavrogordato                  | britischer Rechtsanwalt, Falkner und Autor                                                | 82    |       |
| 15. Juni | Filippo Buccola                    | sizilianisch-amerikanischer Mobster                                                       | 100   |       |
| 15. Juni | Walter Heller                      | US-amerikanischer Ökonom                                                                  | 71    |       |
| 15. Juni | Marian Mokwa                       | polnischer Maler                                                                          | 98    |       |
| 15. Juni | Roman Schimmer                     | deutscher Violinist und Musikpädagoge                                                     | 74    |       |
| 16. Juni | Herbert Bergner                    | deutscher Journalist und Chefredakteur                                                    | 80    |       |
| 16. Juni | Conrad Burri                       | Schweizer Mineraloge                                                                      | 87    |       |
| 16. Juni | Maria von Ilosvay                  | ungarische Opernsängerin                                                                  | 74    |       |
| 16. Juni | Karl Mewis                         | deutscher Politiker (SED), MdV, Vorsitzender der Staatlichen Plankommission in der DDR    | 79    |       |
| 16. Juni | John Mikaelsson                    | schwedischer Leichtathlet                                                                 | 73    |       |
| 17. Juni | Herbert Anker                      | deutscher Architekt                                                                       |       |       |
| 17. Juni | Simon Bon                          | niederländischer Ruderer                                                                  | 83    |       |
| 17. Juni | Haruyama Yasuo                     | japanischer Fußballspieler                                                                | 81    |       |
| 17. Juni | Fabio Battesini                    | italienischer Radrennfahrer                                                               | 85    |       |
| 18. Juni | Harold Cherniss                    | US-amerikanischer Philosoph                                                               | 83    |       |
| 18. Juni | Willi Hartung                      | Schweizer Maler der naiven Malerei                                                        | 72    |       |
| 18. Juni | Bruce Marshall                     | schottischer Schriftsteller                                                               | 87    |       |
| 18. Juni | Kid Thomas Valentine               | US-amerikanischer Jazzmusiker                                                             | 91    |       |
| 19. Juni | Hermann-Heinrich Behrend           | deutscher Offizier, zuletzt Generalmajor im Zweiten Weltkrieg                             | 88    |       |
| 19. Juni | Hans Bischoffshausen               | österreichischer Maler                                                                    | 59    |       |
| 19. Juni | Christian Boss                     | Schweizer Volksmusikant und Komponist                                                     | 61    |       |
| 19. Juni | Ian Donald                         | britischer Gynäkologe                                                                     | 76    |       |
| 19. Juni | Fridolin Hauser                    | Schweizer Politiker (CVP)                                                                 | 75    |       |
| 19. Juni | Hans Hellmuth Ruete                | deutscher Diplomat und Botschafter                                                        | 72    |       |
| 19. Juni | Otto Uhlitz                        | deutscher Verwaltungsjurist                                                               | 64    |       |
| 20. Juni | Bruno Friedrich                    | deutscher Politiker (SPD), MdB, MdEP                                                      | 60    |       |
| 20. Juni | Knut Hoem                          | norwegischer Politiker (Arbeiderpartiet), Minister und Wirtschaftsmanager                 | 63    |       |
| 20. Juni | Saga Hiro                          | chinesische Frau des Thronfolgers von Mandschukuo                                         | 73    |       |
| 21. Juni | Erik Bisgaard                      | dänischer Ruderer                                                                         | 97    |       |
| 21. Juni | Stanley Chapple                    | britischer Dirigent und Musikpädagoge                                                     | 86    |       |
| 21. Juni | Abram Chasins                      | US-amerikanischer Komponist, Pianist, Musikschriftsteller und -pädagoge                   | 83    |       |
| 21. Juni | Ewald Dienhart                     | deutscher Nationalsozialist                                                               | 85    |       |
| 21. Juni | Friedrich Nowakowski               | österreichischer Professor und Staatsanwalt                                               | 72    |       |
| 21. Juni | August Kracht                      | deutscher Journalist, Schriftsteller und Heimatforscher                                   | 80    |       |
| 21. Juni | Gerardus Mooyman                   | niederländischer Freiwilliger im Dienst der Waffen-SS                                     | 63    |       |
| 21. Juni | Joseph Straub                      | deutscher Biologe, Botaniker und Züchtungsforscher                                        | 76    |       |
| 22. Juni | Fred Astaire                       | US-amerikanischer Tänzer, Sänger und Schauspieler                                         | 88    |       |
| 22. Juni | Robert N. C. Nix                   | US-amerikanischer Politiker                                                               | 88    |       |
| 22. Juni | Hubert Heinrich Adalbert Sternberg | deutscher Unternehmer                                                                     | 90    |       |
| 23. Juni | Friedrich Böer                     | deutscher Autor                                                                           | 83    |       |
| 23. Juni | Adrienne Gessner                   | österreichische Schauspielerin                                                            | 90    |       |
| 23. Juni | Tito Lara                          | puerto-ricanischer Sänger und Schauspieler                                                | 54    |       |
| 23. Juni | Jan de Looper                      | niederländischer Hockeyspieler                                                            | 73    |       |
| 23. Juni | Helmut Stellrecht                  | deutscher Politiker, MdR und Schriftsteller                                               | 88    |       |
| 24. Juni | Jackie Gleason                     | US-amerikanischer Comedian, Schauspieler, Komponist und Dirigent                          | 71    |       |
| 25. Juni | Fred S. Alward                     | US-amerikanischer Politiker                                                               | 93    |       |
| 25. Juni | François Partant                   | französischer Ökonom                                                                      |       |       |
| 25. Juni | Tony Skyrme                        | britischer theoretischer Physiker und Hochschullehrer                                     | 64    |       |
| 25. Juni | Hermann Zwecker                    | deutscher Arzt und Standespolitiker                                                       | 82    |       |
| 26. Juni | Henk Badings                       | niederländischer Komponist und Professor                                                  | 80    |       |
| 26. Juni | Walter Ritter von Baeyer           | deutscher Psychiater, Hochschullehrer und Vizepräsident des Weltverbandes für Psychiatrie | 83    |       |
| 26. Juni | Gert Bastian                       | dänischer Schauspieler und Opernsänger                                                    | 71    |       |
| 26. Juni | Boudleaux Bryant                   | US-amerikanischer Songwriter                                                              | 67    |       |
| 26. Juni | Arthur F. Burns                    | US-amerikanischer Ökonom und Diplomat                                                     | 83    |       |
| 26. Juni | Annemarie Holtz                    | deutsche Schauspielerin                                                                   | 88    |       |
| 26. Juni | Paul Egon Hübinger                 | deutscher Historiker                                                                      | 76    |       |
| 26. Juni | Rolf Kästel                        | deutscher Kameramann                                                                      | 67    |       |
| 26. Juni | Erich Konrad                       | deutscher Politiker (CDU), MdL Niedersachsen                                              | 77    |       |
| 26. Juni | Frank Rehak                        | US-amerikanischer Jazz-Posaunist                                                          | 60    |       |
| 26. Juni | Gabor Rejto                        | US-amerikanischer Cellist und Musikpädagoge                                               |       |       |
| 26. Juni | Gertrud Schäfer                    | deutsche evangelische Pastorin                                                            | 89    |       |
| 26. Juni | Klaus Unna                         | deutsch-amerikanischer Arzt und Pharmakologe                                              | 78    |       |
| 26. Juni | János Veiczi                       | ungarisch-deutscher Schauspieler, Filmregisseur und Drehbuchautor                         | 62    |       |
| 26. Juni | Gerhard Wagner                     | deutscher Marineoffizier                                                                  | 88    |       |
| 27. Juni | Eleanor Albert Bliss               | amerikanische Bakteriologin und Hochschullehrerin                                         | 87    |       |
| 27. Juni | Althea Flynt                       | vierte Frau von Larry Flynt und Mitverlegerin des Erotikmagazins Hustler                  | 33    |       |
| 27. Juni | Ursula von Mangoldt-Reiboldt       | deutsche Schriftstellerin, Übersetzerin und Verlegerin                                    | 82    |       |
| 27. Juni | Pat McGuigan                       | irischer Schlagersänger                                                                   | 52    |       |
| 27. Juni | Pierre Nicole                      | Schweizer Journalist und Politiker                                                        | 78    |       |
| 27. Juni | Otto Prossinger                    | österreichischer Architekt                                                                | 81    |       |
| 27. Juni | František Šafránek                 | tschechoslowakischer Fußballspieler                                                       | 56    |       |
| 27. Juni | Božidar Senčar                     | jugoslawischer Fußballspieler                                                             | 59    |       |
| 27. Juni | Billy Snedden                      | australischer Politiker                                                                   | 60    |       |
| 28. Juni | Karl Olie                          | deutscher Glas- und Kunstmaler                                                            | 71    |       |
| 28. Juni | Clarisse Ratsifandrihamanana       | madagassische Schriftstellerin                                                            | 60    |       |
| 28. Juni | Walter Tubenthal                   | deutscher Landrat                                                                         | 86    |       |
| 29. Juni | Elizabeth Cotten                   | US-amerikanische Folk- und Blues-Musikerin                                                | 94    |       |
| 29. Juni | Hermann Klumpp                     | deutscher Architekt und Kunstsammler                                                      | 85    |       |
| 29. Juni | Georg Mierdel                      | deutscher Physiker, Elektrotechniker und Hochschullehrer                                  | 88    |       |
| 29. Juni | Klaus Stiewe                       | deutscher Altphilologe                                                                    | 59    |       |
| 29. Juni | Shmuel Tamir                       | israelischer Politiker                                                                    | 64    |       |
| 29. Juni | Ruth Zutt                          | deutsche Volkswirtin und Politikerin (SPD), MdB                                           | 58    |       |
| 30. Juni | Henri Briffod                      | französischer Politiker (SFIO), Mitglied der Nationalversammlung                          | 73    |       |
| 30. Juni | Frederic Mompou                    | spanischer Komponist                                                                      | 94    |       |
| 30. Juni | Torborg Nedreaas                   | norwegische Schriftstellerin                                                              | 80    |       |
| 30. Juni | Thor Thorvaldsen                   | norwegischer Segler                                                                       | 78    |       |
| 30. Juni | Orin Tugman                        | US-amerikanischer Physiker und Hochschullehrer                                            | 107   |       |